# The Legend of Prince Valiant
The Legend of Prince Valliant (BR:Príncipe Valente) é uma série de animação baseada na tira de jornal Príncipe Valente criada por Hal Foster. Ambientada na época do Rei Artur, é uma série de aventura voltada para toda a família, que acompanha um príncipe exilado em sua jornada para se tornar um dos Cavaleiros da Távola Redonda. Sua busca começa após ele sonhar com Camelot e sua Nova Ordem idealista. A série foi exibida originalmente no The Family Channel, totalizando 65 episódios.

## Enredo
Assim como nos quadrinhos originais, a série começa com a queda de Thule, o reino fictício do qual o Príncipe Valente é herdeiro. Valente, seus pais e um grupo de sobreviventes do castelo são exilados pelo cruel conquistador Cynan para um pântano hostil do outro lado do mar. O jovem príncipe, profundamente abalado pela derrota e sedento por vingança contra Cynan, tenta se adaptar à nova vida, mas anseia por um propósito maior. Ele encontra esse propósito ao ter uma série de sonhos sobre um reino chamado Camelot, o Rei Artur, Merlin e os Cavaleiros da Távola Redonda. Valente fica fascinado pela Nova Ordem de Camelot, baseada na ideia de que a força não faz o direito e que a verdade, a justiça, a honra e a amizade devem guiar as relações entre as pessoas. Contra a vontade do pai, ele deixa o assentamento dos exilados em busca de Camelot, para servir ao Rei Artur como um Cavaleiro da Távola Redonda.
Durante sua jornada, o príncipe conhece dois camponeses que se encantam por seu sonho e se juntam a ele. O primeiro é Arn, um camponês errante com grandes habilidades como lenhador, mas que se envergonha de sua classe social, analfabetismo e falta de jeito. O segundo é Rowanne, filha de um ferreiro, uma jovem destemida, não convencional e especialista em arco e flecha. Os três rapidamente se tornam melhores amigos e encontram Camelot juntos, mas antes de se tornarem cavaleiros, precisam passar por treinamento, enfrentar inimigos e amadurecer.

### 1ª Temporada (26 episódios)
Os primeiros episódios estabelecem o passado e a personalidade de Valente, sua união com Arn e Rowanne e a localização de Camelot. Dois arcos principais guiam o restante da temporada:
1. O treinamento e amadurecimento emocional de Valente – Através de tentativa e erro, ele aprende o valor da humildade, paciência, responsabilidade e controle de seu temperamento.
2. A crescente ameaça de Cynan a Camelot – Valente encontra emissários ligados a Cynan, indicando seu plano de invadir Camelot.

No final da temporada, Valente prova seu valor e é autorizado a liderar um exército de volta a Thule para libertar seu reino. Com a ajuda de Arn, Rowanne, Merlin e seu pai, o Rei Williem, ele derrota Cynan. A temporada termina com Valente se despedindo de seus pais e de sua terra natal, retornando a Camelot e sendo nomeado cavaleiro por Artur.
Várias histórias paralelas são introduzidas, como:
- O desejo de Arn e Rowanne de se tornarem cavaleiros.
- O triângulo amoroso entre Valente, Arn e Rowanne (que fica em segundo plano no final da temporada).
- A redenção gradual do vilão recorrente Duncan Draconarius.
- A introdução de Denys, que se tornará um personagem recorrente.
- Conflitos futuros, como a hostilidade de Camelot com os vikings, o massacre da delegação de paz viking e o exílio de Sir Mordred.

### 2ª Temporada (39 episódios)
Três arcos principais guiam a segunda temporada:
1. Valente se estabelecendo como cavaleiro e aprimorando suas habilidades de liderança.
2. Arn e Rowanne enfrentando suas inseguranças enquanto buscam a cavalaria.
3. A crescente ameaça da "Nova Alvorada" de Mordred, uma corrupção da Nova Ordem de Artur.

Mordred e seu aliado Lord Maldon exploram o preconceito contra não-nativos de Camelot e o medo de uma invasão viking. Enquanto isso, Arn e Rowanne conquistam seus lugares na Távola Redonda, e Valente se torna um dos principais cavaleiros de Camelot.
No final da série, Artur é enterrado vivo por um plano que dá errado, e a Rainha Guinevere proclama Valente como herdeiro do trono. Camelot quase sucumbe, mas uma reviravolta acontece:
- Os vikings rompem sua aliança com Mordred.
- O povo se revolta contra a Nova Alvorada.
- Valente derrota Mordred em combate e recupera Excalibur.
- Artur retorna vivo.

A série termina com Artur retomando o trono e saudando o futuro de Camelot sob a Nova Ordem, com Valente, Arn e Rowanne ao seu lado.

## Personagens Principais
- Príncipe Valente (voz de Robby Benson) – Príncipe exilado de Thule, corajoso, nobre e leal, mas às vezes impulsivo. Porta a Espada Cantante, irmã de Excalibur.
- Arn (voz de Michael Horton) – Lenhador habilidoso, mas inseguro por ser analfabeto e de origem humilde. Tem um amor não correspondido por Rowanne.
- Rowanne (voz de Noelle North) – Arqueira destemida, determinada a ser a primeira mulher cavaleira da Távola Redonda.
- Merlin (voz de Alan Oppenheimer) – Sábio conselheiro de Artur, com conhecimentos de alquimia.
- Rei Artur (voz de Efrem Zimbalist Jr.) – Fundador da Nova Ordem, governa com justiça e honra.
- Sir Gawain (voz de Tim Curry) – Cavaleiro orgulhoso e poderoso, treina Valente.
- Rainha Guinevere (voz de Samantha Eggar) – Sábia e calma, apoia a Nova Ordem.
- Sir Bryant (voz de James Avery/Dorian Harewood) – Cavaleiro nobre e estrategista.

### Vilões e Personagens Recorrentes
- Cynan (voz de Tony Jay) – Conquistador cruel de Thule, antagonista da 1ª temporada.
- Sir Mordred (voz de Simon Templeman) – Ex-cavaleiro que funda a Nova Alvorada, principal vilão da 2ª temporada.
- Lady Morgana (voz de Patty Duke/Diana Muldaur) – Meia-irmã de Artur, alquimista e rival de Merlin.
- Princesa Aleta (voz de Paige O'Hara) – Princesa das Ilhas Nebulosas, apaixona-se por Valente.
- Rei Hugo (voz de John Rhys-Davies) – Pai de Aleta, exilado por tentar derrubar Artur.